# Andréa Berti
Andréa Berti Rodrigues Guedes (ur. 3 stycznia 1973 w Santosie) – brazylijska judoczka. Dwukrotna olimpijka. Zajęła trzynaste miejsce w Barcelonie 1992 i dziewiętnaste w Atlancie 1996. Walczyła w wadze ekstralekkiej.
Uczestniczka mistrzostw świata w 1993, 1995, 1997 i 2001. Startowała w Pucharze Świata w 1992, 1997 i 2002. Brązowa medalistka igrzysk panamerykańskich w 1995 i siódma w 1999. Wygrała igrzyska Ameryki Południowej w 1994 i 1998. Zdobyła cztery medale mistrzostw panamerykańskich w latach 1992 - 2001. Dwukrotna medalistka Ameryki Południowej. 

## Letnie Igrzyska Olimpijskie 1992
| Konkurencja | Eliminacje           | Repasaże               | Klas. końcowa |
| Konkurencja | Przeciwnik I         | Przeciwnik I           | Miejsce       |
| ----------- | -------------------- | ---------------------- | ------------- |
| 48 kg       | Ryōko Tamura (JPN) P | Amarilis Savón (CUB) P | 13.           |

## Letnie Igrzyska Olimpijskie 1996
| Konkurencja | Eliminacje               | Klas. końcowa |
| Konkurencja | Przeciwnik I             | Miejsce       |
| ----------- | ------------------------ | ------------- |
| 48 kg       | Giovanna Tortora (ITA) P | 19.           |